# Santiago (Lissabon)
Santiago ist eine Gemeinde (Freguesia) im portugiesischen Kreis Lissabon. In ihr leben 619 Einwohner (Stand 30. Juni 2011).

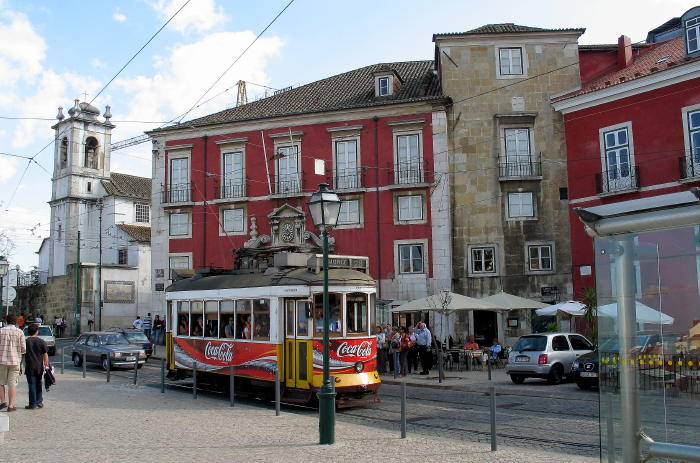
Trambahn am Largo das Portas do Sol